# Еквадорски белочели капуцин
Еквадорски белочели капуцин (Cebus albifrons aequatorialis) је подврста белочелог капуцина (Cebus albifrons), врсте примата (Primates) из породице капуцина и веверичастих мајмуна (Cebidae). Према неким изворима овај таксон је посебна врста чије је латинско научно име Cebus aequatorialis.

## Распрострањење
Ареал врсте је ограничен на Еквадор и Перу, који су једино познато природно станиште врсте.

## Станиште
Станиште врсте су шуме. 

## Угроженост
Ова врста је крајње угрожена и у великој опасности од изумирања.